# National Park Inn
Le National Park Inn est un hôtel américain situé à Longmire, dans le comté de Pierce, dans l'État de Washington. Protégé au sein du parc national du mont Rainier, ce lodge est géré par Mount Rainier Guest Services. C'est une propriété contributrice au district historique de Longmire depuis la création de ce district historique le 13 mars 1991. Il contribue également au Mount Rainier National Historic Landmark District établi le 18 février 1997.